# Misty Stone
Misty Stone (născută Michelle Lynn Hall pe 26 martie 1986 în Inglewood, California) este o actriță porno americană. Ea este cunoscută sub nume diferite ca Misti Stone, Misty și Jenny Stone.